# James Reynolds (Komponist)
James Reynolds (* 1953 in Long Beach, Kalifornien) ist ein US-amerikanischer Komponist von Hörspiel- und Theatermusik.

## Leben
James Reynolds studierte zeitgenössische Musik bei John Adams sowie Schlagzeug am San Francisco Conservatory of Music und Komposition in Köln bei Michael von Biel. Er schreibt seither Musik zu Literaturproduktionen, Krimis, Märchen und Kinderhörspielen für den WDR. Seine Werke sind geprägt von Neuer Musik, Broadway-Musicals, europäischem Musiktheater und Avantgarde-Synth-Pop. Sein Interesse gilt dabei der Verbindung von Worten, Klängen und Bildern.
James Reynolds lebt in Berlin.

## Stipendien
- 2004 Composer in Residence, Stiftung Laurenz-Haus Basel.
- 2008 Visiting Artist, University Of California in Santa Barbara

## Produktionen (Auswahl)

### Musiktheater
- Geisterritter, Oper Bonn
- 2017 Tucholskys Spiegel, Kammeroper Schloss Rheinsberg
- A Throw of the dice will never abolish chance, Sydney Conservatory of Music
- Das Moses-Jahwe-Projekt, WDR Köln
- 2002 Vergeltung, WDR Köln
- Die Prozedur, WDR Köln
- Fantasy1, Viola d’amore Society New York
- 1991: The Mind’s Eye: Computer Animation Odyssey (US: ×2Doppelplatin (Videoalbum) )[1]

### Theater und Tanztheater
- Sammlung Prinzhorn, Theater Heidelberg
- Über das Marionettentheater, Accor Festival for Alternative Theatre, Israel
- 2010 Fürst Pücklers Utopia, Staatstheater Cottbus
- 2010 Felix Nussbaum, Stadttheater Osnabrück
- Die Bibel als Theater, Stadttheater Bern, Jewish Museum New York, Accor Festival for Alternative Theatre in Israel
- Maestro, Salzburger Landestheater
- 2007 Amerika, Bremer Theater
- 2003 Rats, Oper Bonn
- 2002 Gilgamesch, Oper Bonn
- 2001 Tanzmarathon, Oper Bonn
- Die Mäusehochzeit w/ Michael Villmow, Oper Köln, Philharmonie Köln

### Fernsehen
- Der Schatz von Timbuktu – eine Rettungsgeschichte, Arte
- 2015 Der Vietnamkrieg: Gesichter einer Tragödie, ARD (Gold World Medal, New York Festivals 2016)
- Frauen und Ozeane, Arte
- Geliebte Feinde, Arte (Folgen 3-5-8-9)
- Auf Expeditionsreise nach Madagaskar, Arte
- Auf Expeditionsreise durch Australien, Arte
- Auf Expeditionsreise durch Tansania, Arte
- Auf Expeditionsreise an die Küste Costa Ricas, Arte
- 2012 Verborgenes Venedig, Arte
- 2011 Das Land der Dogon, Arte
- Opfer und Verführer, Arte
- Wohin treibt der Islam, ZDF
- 2010 Akte Theo: Ungelöst – Eine Baseler Spurensuche, Arte
- Chaim (Gewinner beim Short Tiger Filmpreis München, Gewinner „Best Docu“, Woodstock Film Festival)

### Hörspiele
- Illegal, Deutschlandfunk Kultur[2]
- GastSpiele, WDR, Funkhaus Europa
- Narrenteufel, WDR
- Aladin, WDR
- Gilgamesch, WDR
- Moses und die Wüste der Wunder, WDR
- Salammbô, WDR
- Ein Job, WDR
- Lügen im Dunkeln, WDR
- Die Räuber von Liang Schan Moor, WDR
- Die Legende vom heiligen Trinker, WDR
- Das Bildnis des Dorian Gray, WDR
- Die Prozedur, WDR
- Die letzte Reise der Titanic, WDR, NDR, HR
- Odysseus, WDR